# Cathorops belizensis
Cathorops belizensis és una espècie de peix de la família dels àrids i de l'ordre dels siluriformes que es troba als manglars de Ciutat de Belize (Belize).
Els mascles poden assolir els 24,8 cm de llargària total.